# Salut 001
Salut 001 – radioodbiornik produkcji radzieckiej firmy Radiotechnika z Rygi przy współpracy VEB Stern-Radio Berlin. Na początku lat 80. radioodbiornik był modernizowany, m.in. dołożono jedno pasmo fal krótkich.

## Opis
Radioodbiornik przeznaczony do odbioru fal długich, średnich, krótkich i UKF. W porównaniu z ówcześnie produkowanym sprzętem zawierał wiele nowych i unikatowych rozwiązań, między innymi strojenie wzbogacone czujnikami sensorowymi, programator 8 stacji: po 4 z zakresu AM i FM, automatyczna regulacja częstotliwości zarówno dla UKF, jak i stacji nadających w systemie AM, niezależne anteny teleskopowe dla AM i FM (długość 120 cm), także dwie anteny ferrytowe. Dodatkowo wyposażony był w funkcję automatycznego wyłączania i timer. Analogowa skala podświetlana jest na zielono wyłącznie podczas strojenia.
Odbiornik produkowany był w dwóch wersjach: dla ZSRR oraz NRD i na eksport do krajów zachodnich. W edycji „wschodniej” zastosowano pasmo OIRT oraz 5 zakresów fal krótkich, w wersji eksportowej UKF z zakresem CCIR oraz 8 pasm fal krótkich.

## Historia
Po raz pierwszy radio zostało zaprezentowane na Międzynarodowych Targach Lipskich w roku 1977. Choć produkcji radzieckiej, zawierało rozwiązania, które powstały we współpracy z technikami z NRD. W pierwszym roku obecności na rynku kosztowało 630 marek NRD.